# USS South Dakota (ACR-9)
Pour les autres navires du même nom, voir USS South Dakota.
 (avril 2024).
Si vous disposez d'ouvrages ou d'articles de référence ou si vous connaissez des sites web de qualité traitant du thème abordé ici, merci de compléter l'article en donnant les références utiles à sa vérifiabilité et en les liant à la section « Notes et références ».
L’USS South Dakota (ACR-9) est un croiseur cuirassé de classe Pennsylvania de l'United States Navy.

## Histoire
Le South Dakota commence son voyage inaugural le 3 mars 1908. Le navire part de San Francisco vers les eaux mexicaines, effectuant des essais dans la baie de Magdalena du 8 au 10 mars, et les 11 et 12 mars au large de l'île Cedros. Il vient à San Diego, Californie (13-24 mars). Le South Dakota effectue un bref voyage vers le nord le long de la côte californienne et s'arrête à San Pedro jusqu'à la fin du mois, suivi d'une visite à Long Beach (1-5 avril), pour revenir à San Pedro les 5 et 6 avril. Les 8 et 9 avril, le croiseur répare le phare de Mare Island, puis se rend à San Francisco. Le South Dakota atteint une vitesse de 22,24 nœuds (41 km/h) lors des essais.
Il se dirige après vers le nord-ouest du Pacifique pour accomplir les travaux associés à son voyage inaugural, atteignant Port Angeles, Washington, le 12 avril 1908, et (13-23 avril) entrant en cale sèche au Puget Sound Navy Yard, à Bremerton. Le South Dakota flotte depuis la cale sèche puis jette l'ancre au large d'Anacortes, du 23 au 25 avril. Affecté à l'escadre de croiseurs blindés de la Pacific Fleet, le South Dakota se rend à Seattle (25-27 avril). Le navire retourne dans le Puget Sound pour participer à une réception pour l'Atlantic Fleet jusqu'au 1er mai. Après la réception, le croiseur termine ses derniers essais de réception au large de San Francisco jusqu'à la fin mai. Le South Dakota navigue au large de la côte ouest des États-Unis jusqu'en août. Il quitte San Francisco en compagnie du Tennessee le 24 août et arrive le 23 septembre à Pago Pago, aux Samoa.
Le South Dakota suit une route vers l'est pour opérer dans les eaux d'Amérique centrale et d'Amérique du Sud en septembre. À l'automne 1909, il se déploie vers l'ouest avec l'escadre de croiseurs blindés. La force fait escale dans les ports des îles de l'Amirauté, des Philippines, du Japon et de la Chine, avant de retourner à Honolulu le 31 janvier 1910.
En février, le South Dakota rejoint le Tennessee pour former le Special Service Squadron qui navigur au large de la côte atlantique de l'Amérique du Sud, puis retourne dans le Pacifique à la fin de l'année.
Après des opérations le long de la côte Pacifique pendant une grande partie de 1911, le South Dakota commence une croisière en décembre avec l'escadre de croiseurs blindés qui l'emmène de Californie aux îles hawaïennes, aux îles Mariannes, aux Philippines et au Japon. De retour sur la côte ouest en août 1912, il participe à des exercices périodiques de l'escadre jusqu'à ce qu'il soit placé en réserve le 30 décembre 1913 au Puget Sound Navy Yard.
Détaché de la Force de réserve de la Pacific Fleet le 17 avril 1914, le South Dakota effectue une croisière vers le sud dans les eaux mexicaines en mai et une autre vers l'ouest jusqu'aux îles hawaïennes en août. Il revient à Bremerton le 14 septembre puis au statut de réserve le 28 septembre. Il est le vaisseau amiral de la Force de réserve de la Pacific Fleet du 21 janvier 1915 jusqu'à ce qu'il soit relevé par le croiseur protégé Milwaukee le 5 février 1916. Il reste en commission réduite jusqu'en 1916 et le 5 avril 1917, il est de nouveau placé en pleine commission.
Transféré vers l'Atlantique après l'entrée des États-Unis dans la Première Guerre mondiale, le South Dakota quitté Bremerton le 12 avril. Il rejoint les sister-ships Pittsburgh, Pueblo et Frederick à Colón, Panama, le 29 mai ; de là, il se dirige vers l'Atlantique Sud pour des patrouilles opérant à partir des ports brésiliens. Le 2 novembre 1918, il escorte des convois de troupes depuis la côte est jusqu'au point de rendez-vous au milieu de l'Atlantique où les croiseurs britanniques rejoignent le convoi. Après l'armistice, le South Dakota effectue deux voyages de Brest, en France, à New York, renvoyant les troupes aux États-Unis.
À l'été 1919, le South Dakota reçoit l'ordre de retourner dans le Pacifique pour servir de vaisseau amiral de l'Asiatic Fleet, arrivant à Manille le 27 octobre. Le South Dakota est renommé Huron le 7 juin 1920 et est désigné CA-9 le 17 juillet 1920 afin de libérer son nom d'origine pour une utilisation avec le projet d'une classe de cuirassé dont le premier devait porter ce nom ; cependant le traité naval de Washington y mettra un terme en 1922. Il sert dans la flotte asiatique pendant les sept années suivantes, opérant dans les eaux philippines pendant l'hiver et hors de Shanghai et de Yantai pendant l'été. Le 25 février 1925, il s'échoue au large de l'île de Palawayan, dans les Indes orientales néerlandaises, il est renfloué le lendemain.
Réparé, le Huron quitte Manille le 31 décembre 1926 et arrive au chantier naval de Puget Sound le 3 mars 1927. Il est mis hors service le 17 juin et reste en réserve jusqu'à ce qu'il soit rayé du registre des navires de la marine le 15 novembre 1929. Il est vendu le 11 février 1930 pour démolition conformément au Traité naval de Londres pour la limitation et la réduction de l'armement naval, et remis à Abe Goldberg and Co., Seattle, Washington.
Le Huron est démonté jusqu'à la ligne de flottaison, puis vendu à la Powell River Company, Ltd. En août 1931, le navire est remorqué jusqu'à Powell River, en Colombie-Britannique, au Canada, pour servir de brise-lames flottant pour une grande usine forestière. Il fut précédé l'année précédente par l'ancien croiseur Charleston. Le Huron est ancré en position et l'eau de pluie est périodiquement pompée pour garantir qu'il reste à flot. Le 18 février 1961, une tempête inonde la coque du vieux croiseur qui coule dans 80 pieds (24 m) d'eau, où il se trouve encore aujourd'hui. Par coïncidence, une partie du fer pour sa coque provenait de l'île Texada, à seulement  5 milles (8 km) de son lieu de repos à Powell River.